# Катикли
Катикли — один із різновидів традиційного супу в узбецькій кухні на основі катику (кислого молока).

## Опис приготування
Готують катикли на м'ясному та овочевому бульйоні з додаванням крупи (рису, пшениці тощо) та катику. На вигляд ця страва нагадує рідку кашу.
Здебільшого катикли готують з баранини, рису, катику, помідорів, цибулі, моркви, ріпи, кінзи (базиліку), зіри та червоного перцю. Спочатку в казані обжарюється м'ясо з овочами протягом 15 хвилин, потім додається рис та заливається все це водою. Вариться до тих пір, поки страва не стане нагадувати розварену кашу. Перед вживанням катикли заправляється перцем, зірою, зеленю та обов'язково заливається катиком, який можна попередньо розбавити водою, та добре перемішується.